# 紀元前750年
紀元前750年（きげんぜん750ねん）は、西暦（ローマ暦）による年。紀元前1世紀の共和政ローマ末期以降の古代ローマにおいては、ローマ建国紀元4年として知られていた。紀年法として西暦（キリスト紀元）がヨーロッパで広く普及した中世時代初期以降、この年は紀元前750年と表記されるのが一般的となった。

## 他の紀年法
- 干支 : 辛卯
- 中国
  - 周 - 平王21年
  - 魯 - 恵公19年
  - 斉 - 荘公贖45年
  - 晋 - 文侯31年
  - 秦 - 文公16年
  - 楚 - 蚡冒8年
  - 宋 - 武公16年
  - 衛 - 荘公揚8年
  - 陳 - 文公5年
  - 蔡 - 戴侯10年
  - 曹 - 桓公7年
  - 鄭 - 武公21年
  - 燕 - 鄭侯15年
- 朝鮮
  - 檀紀1584年
- ユダヤ暦 : 3011年 - 3012年

## できごと
- 秦が兵を率いて戎を討ち、戎が敗走した。秦の文公は周の余民を収めてその地を領有し、岐山以東を周に献上した。

## 死去
- 蔡の戴侯